# ام‌اس نورونا
ام‌اس نورونا (به انگلیسی: MS Norröna) یک کشتی است که طول آن 164 meters می‌باشد. این کشتی در سال ۲۰۰۳ ساخته شد.